# Kirishitan

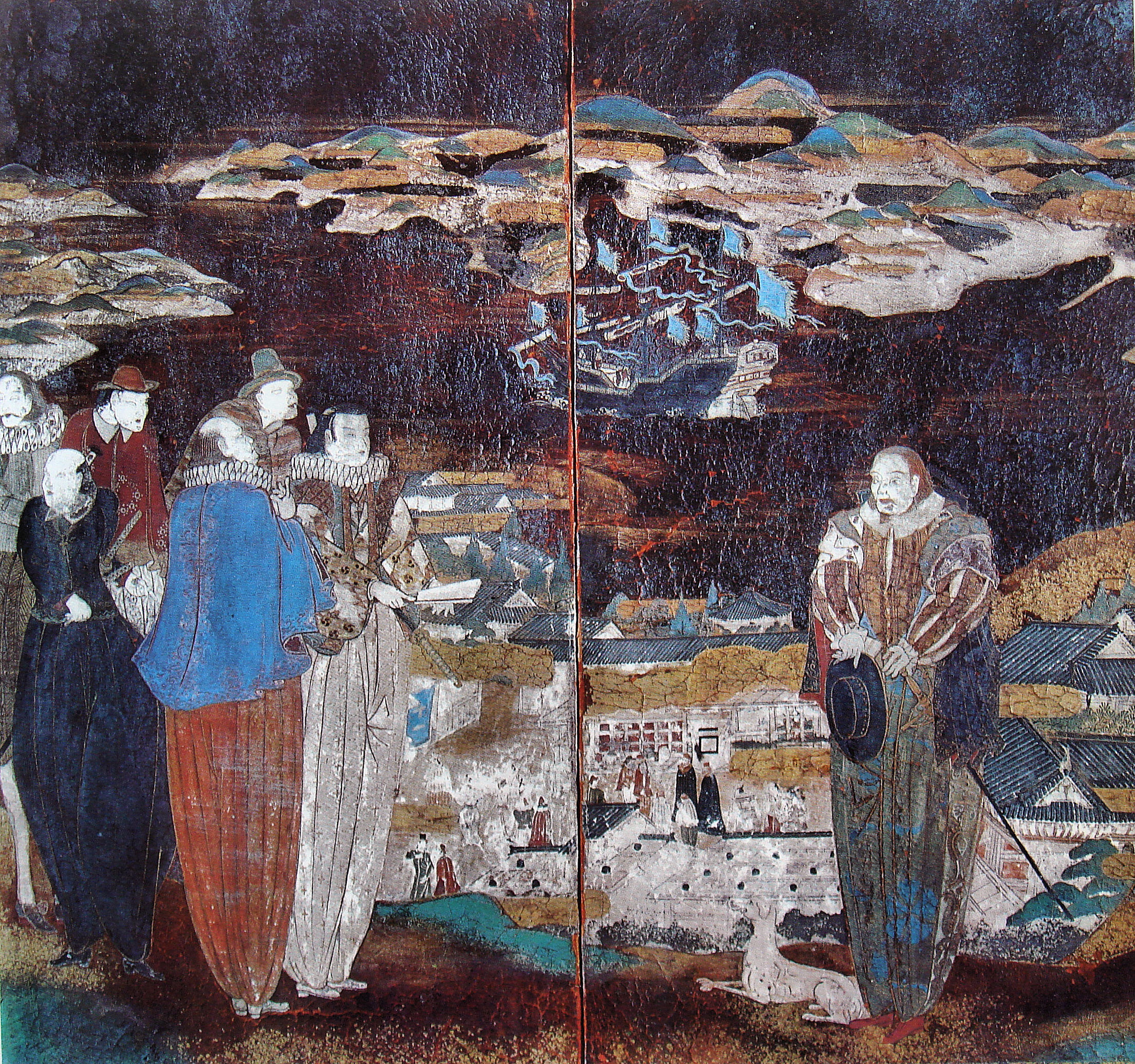
Chrétiens japonais (kirishitan) en costumes portugais,.

Kirishitan (吉利支丹, 切支丹, キリシタン) est un mot japonais dérivé du portugais « cristão », qui désigne les chrétiens catholiques en japonais et qui est utilisé dans les textes japonais comme terme historiographique pour les catholiques romains au Japon aux XVIe et XVIIe siècles.

## Histoire
Le christianisme arriva au Japon vers le milieu du XVIe siècle. Des conversions de regions entières à la suite de celle du Daimyiô ont eu lieu dans la région de Kyûshû.
Le pouvoir shogunal mena une politique de plus en plus dure à l'égard de cette religion jusqu'à son interdiction au début du XVIIe siècle. Persécutés, les fidèles entrent dans la clandestinité après la rébellion de Shimabara dans les années 1630 sous le nom de kakure kirishitan,.
La levée de l'interdiction eut lieu en 1873.

## Kirishitannotables
- Vingt-six martyrs du Japon
- Paul Miki (1563-1596)
- Amano Motonobu (天野元信?)
- Pierre Kasui Kibe (1587-1639)
- Mancio Ito (1570-1612)
- Julião Nakaura (中浦ジュリアン, Nakaura Jurian?)
- Martinão Hara (原マルチノ, Hara Maruchino?)
- Miguel Chijiwa
- Akashi Takenori
- Hasekura Tsunenaga
- Naitō Yukiyasu
- Bizen no Gomoji, fille de Hideyoshi (1574-1634)
- Hosokawa Gracia
- Amakusa Shirō

Daimyos kirishitan :
- Ōmura Sumitada, premier seigneur féodal chrétien (1533-1587) ;
- Ōmura Yoshiaki ;
- Arima Harunobu, nom chrétien : Dom Protasio, seigneur de Shimabara (1567-1612) ;
- Arima Naozumi ;
- Kuroda Yoshitaka, Dom Simeao, chef stratégiste de Hideyoshi ;
- Yukinaga Konishi, Dom Agostinho, membre de l'état-major de Hideyoshi (1556-1600) ;
- Gamō Ujisato (1556-1595) ;
- Ōtomo Sōrin (1530-1587), aussi connu sous les noms Fujiwara no Yoshishige et Ōtomo Yoshishige. Nom chrétien : Dom Francisco ; désigné comme le « roi de Bungo » par les jésuites ;
- Ōtomo Yoshimune (大友 義統?, Constantino) ;
- Ōtomo Chikaie, Dom Sebastião ;
- Ōtomo Chikamori (大友 親盛?) ;
- Oda Hidenobu, nom chrétien : Pierre ;
- Tsugaru Nobuhira ;
- Dom Justo Takayama, déclaré martyr par le pape François.

## Dans la culture populaire
- Le roman Silence de Shūsaku Endō traite de la suppression au XVIIe siècle des dernières communautés chrétiennes connues au Japon.

#### Lectures complémentaires
- John Whitney Hall, The Cambridge History of Japan, Cambridge University Press, 2007, 754 p. (ISBN 978-0-521-65728-0 et 0-521-65728-8).
- Stephen Turnbull, The Kakure Kirishitan of Japan : A Study of Their Development, Beliefs and Rituals to the Present Day, RoutledgeCurzon, 1998, 296 p. (ISBN 1-873410-70-0, lire en ligne).
- (en) Ikuo Higashibaba, Christianity in Early Modern Japan : Kirishitan Belief and Practice, Leiden, Brill Academic Publishers, 2002, 201 p. (ISBN 90-04-12290-7, lire en ligne).
- Kawashima Junji, Kanto heiya no kakure Kirishitan, Sakitama Shuppankai, 1998 (ISBN 4-87891-341-X).
- Jurgis S. A. Elisonas, « Journey to the West », Japanese Journal of Religious Studies, Nanzan Institute for Religion and Culture, vol. 34, no 1,‎ 2007, p. 27-66.
- Tomoko Kitagawa, « The Conversion of Hideyoshi’s Daughter Gō », Japanese Journal of Religious Studies, Nanzan Institute for Religion and Culture, vol. 34, no 1,‎ 2007, p. 9-25.
- Midori Wakakuwa, Quattro Ragazzi : Tenshō Mission of Youths and the Imperial World, Shūei-sha, 2005.
- (en) Michael Cooper, The Japanese Mission to Europe, 1582-1590: The journey of Four Samurai Boys through Portugal, Spain and Italy, Folkestone, Global Oriental Ltd, 2005, 262 p. (ISBN 1-901903-38-9).
- General Secretariat, « An overview of the history of the catholic church in Japan, 1543-1944 », Catholic Bishops' Conference of Japan, 2007 (consulté le 26 novembre 2019).
- Ito Eishiro, « Unveiling Histories of the Tohoku District; Juan Goto and Crypto-Christians », Iwate Prefectural University, 2007 (consulté le 26 novembre 2019).
- C. R. Boxer et J. S. Cummins, 'The Dominican Mission in Japan (1602-1622), 1963.
- —, The Christian Century in Japan, Manchester, Carcanet, 3e édition, 1993.
- Murai Shōsuke, « Tanegashima: The Arrival of Europe in Japan », Bulletin of Portuguese/Japanese Studies,  2004, no 8, p. 93-106.
- João Paulo Oliveira Costa, Portugal e o Japão: O século namban, Lisbonne, Imprensa Nacional ; « The misericordias among Japanese Christian communities in the 16th and 17th centuries », Bulletin of Portuguese/Japanese Studies, 2003, no 5, p. 67-79 ; « Tokugawa Ieyasu and the Christian daimyo during the crisis of 1600 », Bulletin of Portuguese/Japanese Studies, no 7, p. 45-71.
- George Elison, The Image of Christianity in Early Modern Japan, Cambridge, Mass., 1973, Deus Destroyed: Council of East Asian Studies, Harvard University.
- Luís Fróis SJ, Historia de Japam, José Wicki, SJ, ed., 5 vol., Lisbonne,  Biblioteca Nacional, 1976-1984.
- Neil Fujita, Japan’s Encounter with Christianity: The Catholic Mission in Pre-modern Japan, New York, Paulist Press, 1991.
- Sá, Isabel dos Guimarães Quando o rico se faz pobre: Misericórdias, caridade e poder no império português 1500-1800, Lisbonne, Comissão Nacional para as Comemorações dos Descobrimentos Portugueses, 1997 ; Francis Xavier, His Times His Life, 4 vol., Rome, Jesuit Historical Institute.
- Nathalie Kouamé, Le Christianisme à l'épreuve du Japon médiéval ou les vicissitudes de la première mondialisation, 1549-1569, Paris, Karthala, 2016.